# Kleštík včelí
Kleštík zhoubný nebo kleštík včelí (Varroa destructor Anderson & Trueman, 2000), nesprávně též roztoč zhoubný, je parazitický roztoč včely východní a včely medonosné. Způsobuje onemocnění varroázu. Je totiž přenašečem virových onemocnění. Patří do rodu Varroa, společně s dalším včelím parazitem, kleštíkem Jakobsonovým (Varroa jacobsoni).

## Český název
RNDr. Antonín Kůrka uvádí v roce 2005 v publikaci „České názvy živočichů VI. Pavoukovci (Arachnida) II. Roztoči (Acari)“ český název kleštík zhoubný.
Doc. Ing. Antonín Přidal, Ph.D., uvádí v roce 2006 v publikaci „Odborná včelařská terminologie: názvosloví živočichů a parazitismus“ a v roce 2007 v publikacích „Parazitismus, nemoci včel a názvosloví živočichů“ a „Vysvětlení nomenklatoriky a taxonomie v čeledi Varroidae (kleštíkovití)“ český název kleštík včelí a jako „nesprávná označení“ Varroa jacobsoni auct., roztoč Varroa, roztoč včelí, včelík zhoubný.

## Biologie

### Popis
Samičky kleštíka jsou viditelné pouhým okem. Jsou příčně oválné, široké 1,5–1,9 mm a dlouhé 1,1–1,5 mm. Zpočátku jsou žlutobílé, později červenohnědé až hnědé. Jsou lesklé. S fyziologickým dozráváním se u nich vyvine hnědý a tvrdý hřbetní štít. Nečlánkovaný hřbetní štít plně překrývá čtyři páry noh a ústní ústrojí. Samečci kleštíka jsou velcí 0,8 mm a jsou šedobílí s měkkou pokožkou. Jejich tělo je okrouhlé.

### Šíření parazita

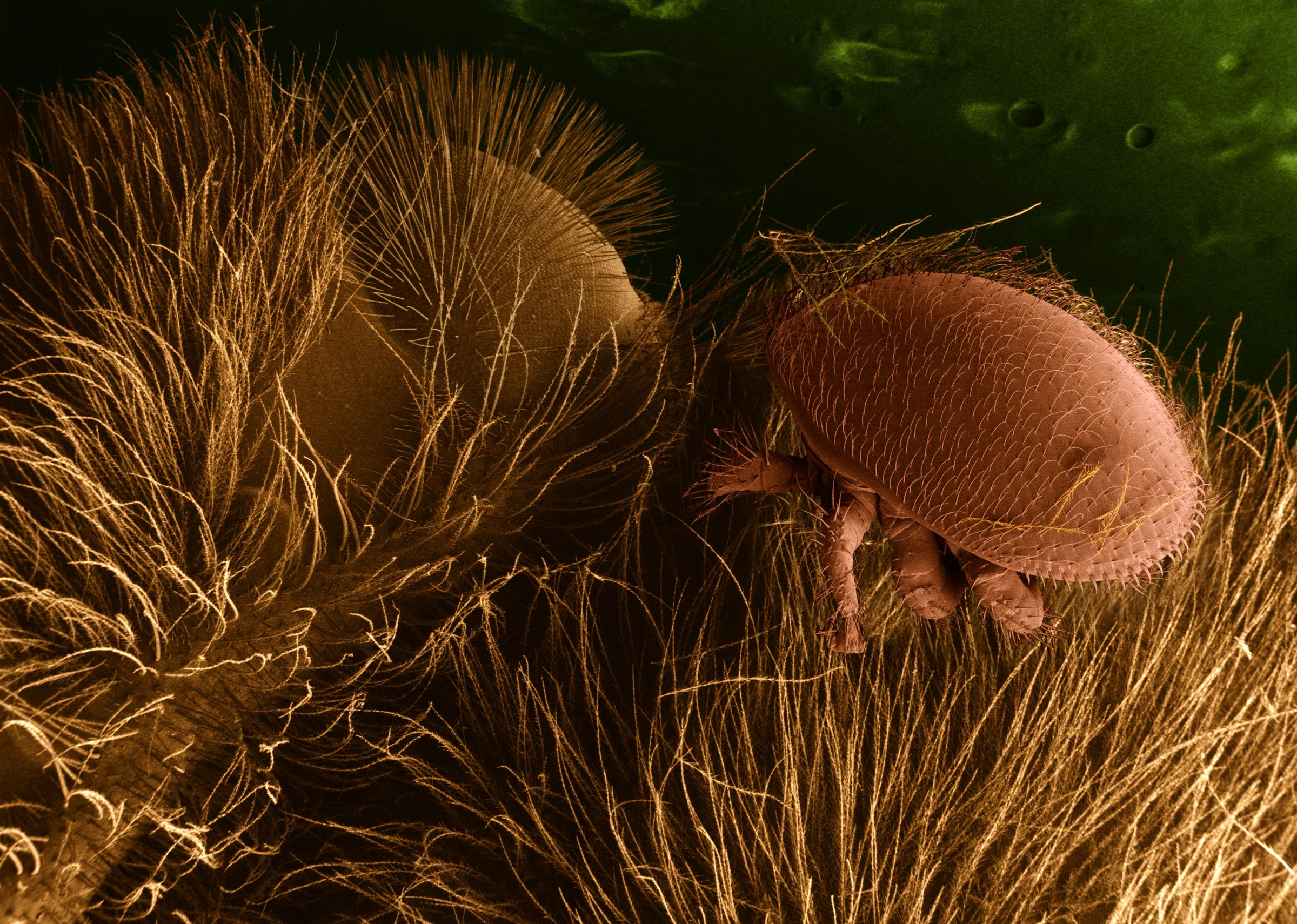
Kleštík na těle včely, pod elektronovým mikroskopem

Původním hostitelem kleštíka včelího (Varroa destructor) je včela východní (Apis cerana Fabricius, 1793).
K přenosu z včely východní na včelu medonosnou došlo pravděpodobně na začátku 20. století po dokončení transsibiřské magistrály.
Následná migrační vlna z evropské části Ruska na Dálný východ způsobila kontakt dvou dosud geograficky izolovaných druhů.
Do oblastí přirozeného výskytu včely východní, konkrétně do Přímořského kraje (část Ruska u Japonského moře), pronikla včela medonosná. Dosud nenápadný kleštík našel na novém druhu včely optimální podmínky k životu, a tak se ocitl v centru pozornosti biologů a včelařů. Včela medonosná má z hlediska evolučního ke včele východní asi nejblíže, není však ani geneticky ani jinak vybavená k potlačení rozvoje tohoto cizopasníka. Bez zásahu člověka je invaze kleštíka do včelstva včely medonosné zničující. Existují ale náznaky, že evoluce včely se s tím dokáže vyrovnat za celkem krátkou dobu.
Postupně s převozem napadených včelstev a prodejem matek včely medonosné se kleštík rozšířil i do oblastí; kde včela východní nežije. V padesátých letech byl tento roztoč zjištěn v Číně a v šedesátých letech byl na Dálném východě Ruské federace zcela běžný. Z Asie se kleštík šířil velmi rychle i do Evropy. V roce 1976 byl zavlečen až na území Maďarska a ve stejném roce pronikl do nejvýchodnějších okresů Slovenska. V roce 1977 byl kleštík zjištěn v Německu, kam byl zavlečen dovozem včely východní z Pákistánu, a v roce 1982 ve Francii.
Prvního kleštíka v tehdejším Československu objevil v roce 1978 Hanko při systematické kontrole měli (spad na dně úlu) z pohraničních oblastí s Ukrajinskou SSR. Na jaře roku 1981 přes všechna ochranná opatření byl kleštík zavlečen převozem včelstev do okresu Ústí nad Orlicí. Odtud se postupně rozšířil po celém Česku.
Kleštík se šíří jako „nežádoucí pasažér“ na těle trubců. Pro trubce je charakteristické zalétání do cizích úlů, a tak se stávají hlavními přenašeči parazita. Podobně dělnice přenášejí přichyceného kleštíka do včelstev při zalétávání, loupežích a rojením.

Rozšiřování kleštíka jiným blanokřídlým hmyzem, případně přenos z jedné včely na druhou na květu nebo i na matku vracející se ze snubního proletu nebyl dosud zaznamenán.
Kleštík včelí se může šířit i přemisťováním plástů a úlů mezi včelařskými provozy. Na plástech, v nichž je plod, přežívá samička roztoče až 40 dnů, na uhynulých včelách 11–17 dnů. Mimo včelu žije cizopasník v závislosti na vnějších podmínkách 6–7 dnů.

### Vývojový cyklus

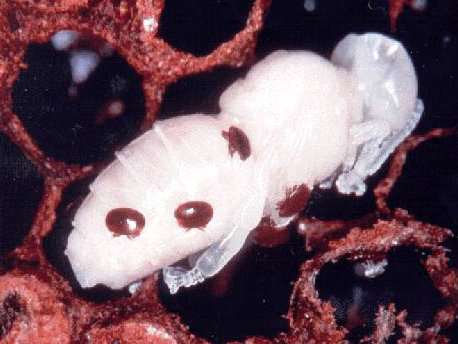
Kleštík na těle pokročilého stádia včelího plodu

Vývojový cyklus kleštíka probíhá na včelím plodu. V určité chvíli před zavíčkováním přechází z dospělé včely do plodové buňky oplozená samička (jedna ale i více). Do trubčích buněk proniká 40 hodin před zavíčkováním, do dělničích 18 hodin. Po zavíčkování se přisaje na včelí larvu a živí se vznikajícím tukovým tělískem. Asi po 60 hodinách od zavíčkování se roztoč larvy pustí a naklade 2–5 vajíček ke stěně buňky na takové místo, aby je včelí larva resp. předkukla netísnila. Z vajíčka se líhne šestinohá larva roztoče; dalšími stadii jsou protonymfa a deuteronymfa. Během sedmi dnů se vyvinou pohlavně zralí samečci a během devíti dnů samičky. Důležitým orientačním bodem v buňce je místo s výkaly samičky. Zdržuje se na něm nejprve samička, ale později je vyhledají vylíhnutí mladí jedinci, kteří se zde shromažďují za účelem páření. Dceřiné samičky dosahují pohlavní dospělosti za 24 hodin. Samečci po spáření ještě v buňce hynou a oplozené samičky se uchycují na včele dokončující svůj vývoj. Spolu s ní opouštějí buňku.
Na dospělé dělnici nebo trubci žijí samičky několik dnů (foretická fáze), než se opět přemístí do buněk a začnou klást vajíčka (reprodukční fáze). Všechna vývojová stadia kleštíka se živí tukovým tělískem včel a včelího plodu. Tímto je narušena obranyschopnost včely a její imunita. Dlouhá léta panovaly představy o tom, že se kleštík živí hemolymfou (mimo jiné i zde na wikipedii.) Tyto představy jsou však mylné a je v podstatě nemožné se hemolymfou živit, protože je velmi slabá a nevýživná.  Kleštík přenáší i původce dalších nakažlivých nemocí včel.
Samičky roztoče žijí asi dva měsíce. Přes zimu přežívají na včelách asi 200 dnů. Přibližně 10 % samiček během zimy uhyne a lze je nalézt v zimní měli na dně úlu. Z počtu takto zjištěných mrtvolek lze usuzovat na pravděpodobnou intenzitu napadení včelstva.

## Klinické příznaky
Na podložce úlu lze pozorovat mrtvé i živé roztoče. Při silném napadení se na česně objevují těžce se pohybující včely s deformovanými křídly, končetinami a nepřirozeně vysunutým sosákem.
Rozmnožování parazita je poměrně pomalé. Proto se klinické příznaky zjišťují nejdříve za 2–3 roky od nakažení. Pokud počet roztočů dosáhne řádu tisíců a více, včelstvo není schopné přežít zimní období.

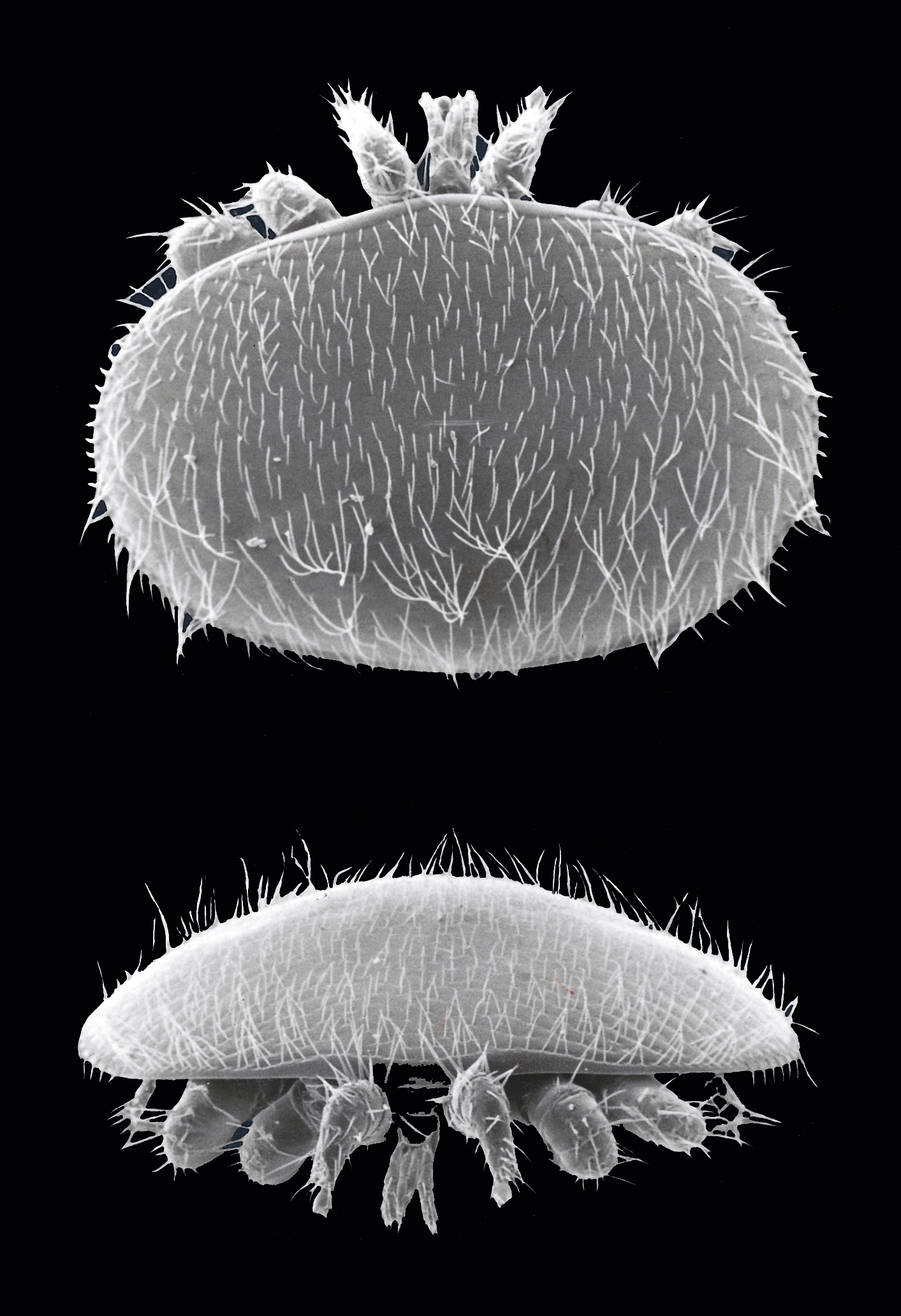
Kleštík včelí – pohled shora a zepředu

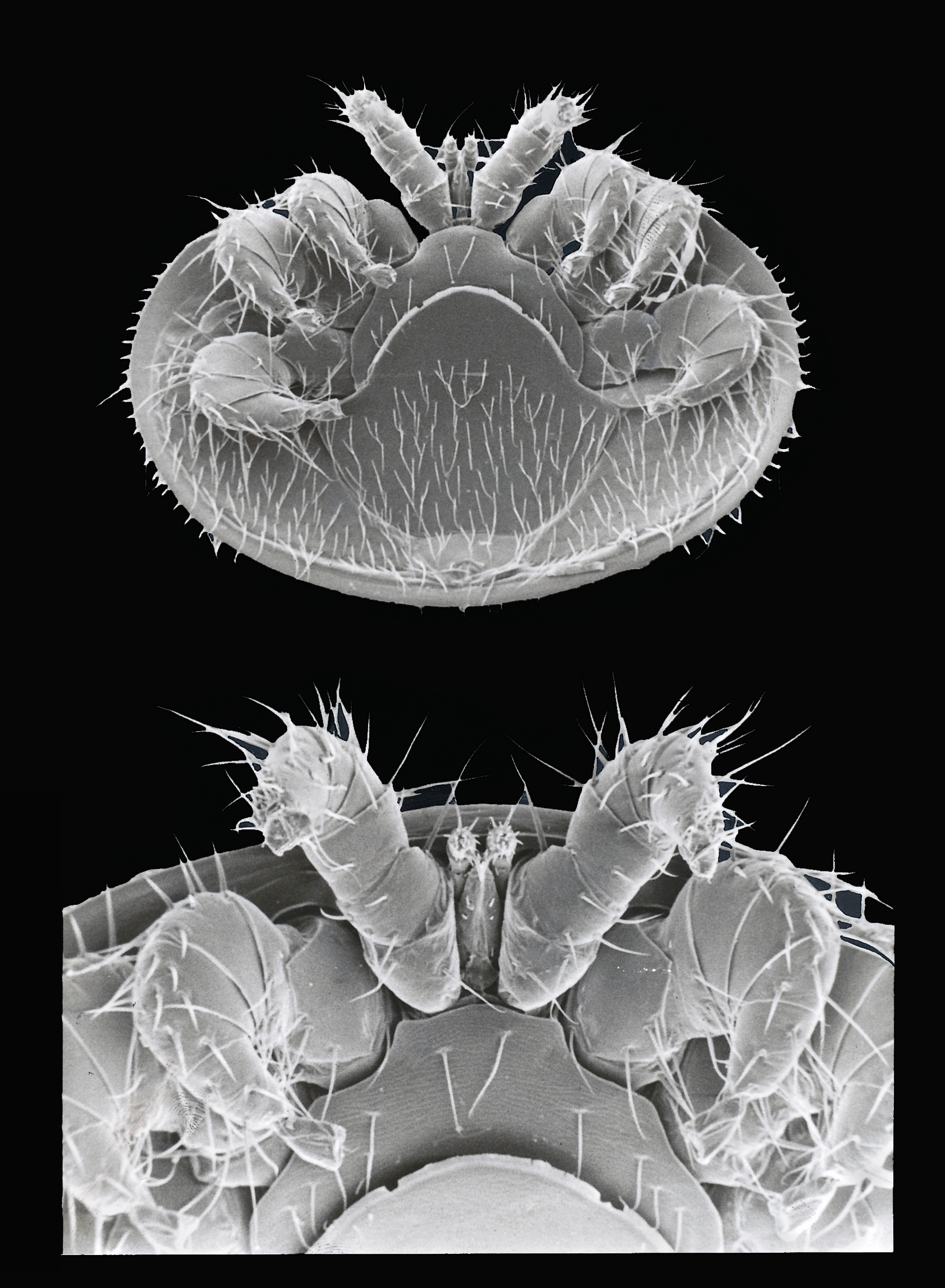
Kleštík včelí – břišní a ústní partie

## Protiopatření
Varroáza se tlumí plošně léčebnými metodami, které Státní veterinární správa České republiky upřesňuje interním metodickým pokynem a provádějí je pověření vyškolení pracovníci Českého svazu včelařů. Nařízená opatření jsou zákonného charakteru a jsou pro včelaře povinná. Výjimky nahrazení nařízeného léčiva pouze kyselinou mravenčí se povolují pouze pro biochovy, a to pouze výjimečně a za předpokladu zajištění minimálního výskytu roztoče.
Základem léčby je ošetření včelstev v zimě v období bez plodu. Účinné látky (léčivo Varidol s účinnou látkou Amitraz nebo léčivo M1-AER s účinnou látkou Tau-Fluvalinát) jsou do včelstva vpravovány fumigací nebo aerosolem. Při použití aerosolu se používá jako nosná látka pro odpařování voda nebo lékařský aceton při nižších teplotách. Účinnost zimních opatření se kontroluje vyšetřením měli ze dna úlů. V oblastech se silnou intenzitou nákazy je nutné nařídit letní léčení po vytočení medu. Toto léčení se provádí dotykovými pásky s dlouhodobým účinkem na bázi pyrethroidů. Doplňkovým způsobem léčení je použití odparných desek nebo speciálních odpařovačů s kyselinou mravenčí.
K tlumení varroózy se musí použít celý komplex opatření, jehož jednotlivé části působí celoplošně a po celý rok. Na celém území Česka je síť monitorovacích pracovišť, kde se sleduje účinnost přípravků a vznik případných rezistencí kleštíka proti některému z nich.
Jako perspektivní cíl v boji z kleštíkem se jeví šlechtění varroatolerantních včel. Dr. Mike Allsopp z Jihoafrické republiky v roce 2006 zveřejnil výsledky svých výzkumů u dvou plemen včely medonosné. U afrických plemen (včela medonosná kapská Apis mellifera capensis a včela medonosná středoafrická Apis mellifera scutellata) prokázal velmi rychlý nástup a upevnění varroatolerantních mechanismu. Zkoumaná včelstva byla ponechána svému přirozenému vývoji bez jakýchkoliv léčebných zásahů. Rozvoj schopnosti těchto včel (A. m. capensis 3–5 let, A. m. scutellata 6–7 let) udržet populaci cizopasníka v únosné míře úzce souvisí s prohloubením a genetickým upevněním čisticího pudu. Včely rozpoznají napadený zavíčkovaný plod a z včelstva ho odstraní i s cizopasnými roztoči.
Mezi protiopatření patří i provádění tzv. Varroamonitoringu – sledování výskytu kleštíka v jednotlivých lokalitách, které lze využít k predikci šíření varroázy a případnému zintenzivnění léčení.